# Ramon Cuello i Fonts
Ramon Cuello i Fonts (Esparreguera, 4 de febrer de 1947) és un antic futbolista català de les dècades de 1960 i 1970.
Amb 13 anys ingressà al futbol base del CE Júpiter, jugant a l'equip infantil i posteriorment al juvenil. Amb 18 anys ingressà a l'equip de la SEAT i a continuació fitxà pel RCD Espanyol per jugar a l'equip Amateur. L'any 1967 ingressà al primer equip del RCD Espanyol, però no hi arribà a disputar cap partit oficial. Va jugar cedit al CE Mataró i a la UDA Gramenet. El 1971 fou novament cedit, aquest cop a la UE Sant Andreu, que jugava a segona divisió. L'any 1972 deixa l'Espanyol i fitxa pel Vila-real CF. Finalitzà la seva carrera al CE Esparreguera, el club del seu poble.